# 丹·朗吉
丹尼尔·马修·朗吉（英語：Daniel Matthew Langhi，1977年11月28日—），美国NBA联盟职业篮球运动员。他在2000年的NBA选秀中第2轮第31顺位被达拉斯小牛选中。